# 鳞茎堇菜
鳞茎堇菜（学名：Viola bulbosa）也称块茎堇菜，为堇菜科堇菜属的植物。分布于不丹以及中国大陆的四川、青海、西藏、甘肃等地，生长于海拔2,200米至3,800米的地区，多生长于山坡草地、山谷以及耕地边缘土壤较疏松处，目前尚未由人工引种栽培。模式标本采自甘肃。